# Johannesbrød
Johannesbrød (Ceratonia siliqua) er et træ, der er udbredt i området omkring Middelhavet, samt på den Arabiske Halvø.
Træets frugter finder anvendelse mange steder inden for fødevareindustrien til både mennesker og dyr – eks. i færdigprodukter som sandwiches og i foderprodukter til gnavere. 
Johannesbrødkernemel (E-410) er et smagsneutralt, glutenfrit bindemiddel og fortykningsmiddel. Det er lavet af frø fra frugtbusken karobtræet (ceratonia siliqua), der dyrkes i landene omkring Middelhavet.
Johannesbrødkernemel (engelsk: Locust Bean Gum) passer godt til glutenfri madlavning. Det smager af ingenting, men gør supper og saucer tykkere og giver bedre konsistens til brød og kager fremstillet af glutenfri mel. Der er ofte kun en lille mængde, der er nødvendigt for at give dejen bedre binding.
I Danmark har CPKelco en produktion af raffineret Johannesbrødkernemel på fabrikken i Lille Skensved der sælges under flere navne bl.a. Genu Gum.
Frugten blev opkaldt efter den bibelske person Johannes Døberen, som menes at have haft frugtknopperne fra dette træ som den eneste mad ("brød") under sit ophold i ørkenen.
Vægtenheden karat (0,2 g), der benyttes til at veje ædelsten, angives oprindeligt defineret som vægten af én kerne fra johannesbrødtræet.